# اچ‌ام‌اس هوسار (۱۷۸۴)
اچ‌ام‌اس هوسار (۱۷۸۴) (به انگلیسی: HMS Hussar (1784)) یک کشتی بود که طول آن ۱۲۰ فوت ۶ اینچ (۳۶٫۷۳ متر) بود. این کشتی در سال ۱۷۸۴ ساخته شد.